# Igor Zelenay
Igor Zelenay (* 10. února 1982 Trenčín) je slovenský profesionální tenista, deblový specialista. Ve své dosavadní kariéře na okruhu ATP Tour vyhrál jeden deblový turnaj, když s Divijem Šaranem triumfoval na St. Petersburg Open 2019. Na challengerech ATP a okruhu ITF získal do března 2020 dva tituly ve dvouhře a padesát pět ve čtyřhře.
Na žebříčku ATP byl ve dvouhře nejvýše klasifikován v srpnu 2005 na 279. místě a ve čtyřhře pak v červenci 2009 na 50. místě. Trénuje ho Patrik Fabian, dříve to byl Juraj Dulík.
Ve slovenském daviscupovém týmu debutoval v roce 2003 prvním kolem 1. skupiny zóny Evropy a Afriky proti Lucembursku, v němž s Karolem Beckem prohrál čtyřhru. Dalších osm let nestartoval a do reprezentace se vrátil v roce 2011 účastí v 1. euroafrické skupině. Slováci zvítězili 3:2 na zápasy. Do září 2020 v soutěži nastoupil k dvanácti mezistátním utkáním s bilancí 0–0 ve dvouhře a 7–5 ve čtyřhře.
Na Letní univerziádě 2003 v Tegu vybojoval po finálové porážce od Lua Jana-suna stříbro ve dvouhře. V deblových soutěžích přidal bronzové kovy, ve čtyřhře s Jánem Stančíkem a smíšené soutěži se Stanislavou Hrozenskou.

## Tenisová kariéra
V rámci hlavních soutěží událostí okruhu ITF debutoval na přelomu června a července 2000 na turnaji v Katovicích. Ve druhém kole podlehl Poláku Krystianu Pfeifferovi. Již na počátku června 2000 odehrál první čtyřhru na challengeru Prostějov Open, kde s Janem Mašíkem v úvodní fázi podlehli Martinovi s Ranem. Premiérovou trofej z túry ITF si odvezl s krajanem Karolem Beckem v říjnu 2000 po deblovém triumfu na helsinském turnaji.
Debut v hlavní soutěži nejvyšší grandslamové kategorie zaznamenal v mužském deblu Wimbledonu 2008 po zvládnuté kvalifikaci. V páru s Petrem Pálou postoupili do třetího kola, kde je vyřadili Španělé Marcel Granollers a Santiago Ventura Bertomeu.
Do premiérového finále na okruhu ATP Tour se probojoval ve čtyřhře únorového Delray Beach International Tennis Championships 2010. S Němcem Philippem Marxem z něho odešli poraženi od amerických dvojčat Boba a Mika Bryanových. Premiérovou trofej vybojoval v únorovém deblu St. Petersburg Open 2019, kde s Indem Divijem Šaranem prošli do finále přes chorvatské turnajové jedničky Nikolu Mektiće s Frankem Škugorem. V utkání o titul pak za 1.17 hodiny zdolali italskou dvojici Matteo Berrettini a Simone Bolelli. Po šňůře čtyř finálových porážek tak získal na túře ATP titul.

## Soukromý život
Narodil se roku 1982 v Trenčíně do rodiny zubaře Igora a pedagožky Eriky Zelenayových. Tenis začal hrát v sedmi letech po vzoru sestry Tatiany Zelenayové, která se stala tenisovou trenérkou. Připravuje se v Bratislavě. V červenci 2011 se oženil s Danou Tinkovou.

## Finále na okruhu ATP Tour
| Legenda                   |
| D – dvouhra; Č – čtyřhra  |
| Grand Slam (0)            |
| Turnaj mistrů (0)         |
| ATP Tour Masters 1000 (0) |
| ATP Tour 500 (0)          |
| ATP Tour 250 (1–4 Č)      |

### Čtyřhra: 5 (1–4)
| Stav      | č. | datum             | turnaj                      | povrch    | spoluhráč      | soupeři ve finále                   | výsledek           |
| --------- | -- | ----------------- | --------------------------- | --------- | -------------- | ----------------------------------- | ------------------ |
| Finalista | 1. | 28. února 2010    | Delray Beach, Spojené státy | tvrdý (h) | Philipp Marx   | Bob Bryan Mike Bryan                | 3–6, 6–7(3–7)      |
| Finalista | 2. | 10. dubna 2011    | Casablanca, Maroko          | antuka    | Colin Fleming  | Robert Lindstedt Horia Tecău        | 2–6, 1–6           |
| Finalista | 3. | 22. září 2012     | Petrohrad, Rusko            | tvrdý (h) | Lukáš Lacko    | Rajeev Ram Nenad Zimonjić           | 2–6, 6–4, [6–10]   |
| Finalista | 4. | 29. července 2018 | Gstaad, Švýcarsko           | antuka    | Denys Molčanov | Matteo Berrettini Daniele Bracciali | 6–7(2–7), 6–7(5–7) |
| Vítěz     | 1. | 22. září 2019     | Petrohrad, Rusko            | tvrdý (h) | Divij Šaran    | Matteo Berrettini Simone Bolelli    | 6–3, 3–6, [10–8]   |

## Finále na challengerech ATP a okruhu Futures
| Legenda                      |
| ---------------------------- |
| D – dvouhra; Č – čtyřhra     |
| Challengery (0–1 D; 41–27 Č) |
| Futures (2–4 D; 14–6 Č)      |

### Dvouhra: 7 (2–5)
| Stav      | č. | datum         | turnaj                       | povrch      | soupeř ve finále  | výsledek                |
| --------- | -- | ------------- | ---------------------------- | ----------- | ----------------- | ----------------------- |
| Finalista | 1. | červen 2002   | Jablonec nad Nisou, Česko    | antuka      | Régis Lavergne    | 2–6, 6–4, 5–7           |
| Finalista | 2. | listopad 2002 | Praha, Česko                 | tvrdý       | Lukáš Dlouhý      | 3–6, 6–4, 3–6           |
| Finalista | 3  | leden 2003    | Biberach, Německo            | tvrdý (h)   | Roko Karanušić    | 5–7, 5–7                |
| Vítěz     | 1. | září 2003     | Bagnères-de-Bigorre, Francie | tvrdý       | Nicolas Tourte    | 7–6(7–4), 6–7(5–7), 7–5 |
| Vítěz     | 2. | leden 2005    | Anif, Rakousko               | koberec (h) | Boštjan Ošabnik   | 6–3, 6–1                |
| Finalista | 4. | duben 2005    | Bath, Velká Británie         | tvrdý (h)   | Mark Hilton       | 3–6, 4–6                |
| Finalista | 5. | červenec 2005 | Manchester, Velká Británie   | tráva       | Daniele Bracciali | 4–6, 4–6                |

### Čtyřhra (55 titulů)
| Č.  | datum         | turnaj                        | povrch      | spoluhráč          | poražení finalisté                         | výsledek                   |
| --- | ------------- | ----------------------------- | ----------- | ------------------ | ------------------------------------------ | -------------------------- |
| 1.  | říjen 2000    | Helsinky, Finsko              | koberec     | Karol Beck         | Jarkko Nieminen Tero Vilen                 | 6–2, 6–4                   |
| 2.  | červenec 2001 | Bratislava, Slovensko         | antuka      | Borut Urh          | Martin Štěpánek Jiří Vrbka                 | bez boje                   |
| 3.  | srpen 2001    | Toljatti, Rusko               | tvrdý       | Karol Beck         | Abdul-Hamid Machkamov Dmitrij Tomaševič    | 7–5, 4–6, 6–3              |
| 4.  | srpen 2001    | Balašicha, Rusko              | antuka      | Karol Beck         | Alexej Kedrjuk Orest Tereščuk              | 0–6, 6–3, 6–4              |
| 5.  | říjen 2001    | Korfu, Řecko                  | koberec (h) | Luke Bourgeois     | Michal Navrátil Jiří Vrbka                 | 6–4, 7–6(9–7)              |
| 6.  | červen 2002   | Košice, Slovensko             | antuka      | Juraj Hasko        | František Babaj Michal Mertiňák            | 3–6, 6–4, 6–3              |
| 7.  | leden 2003    | Oberhaching, Německo          | koberec (h) | Michal Mertiňák    | Daniel Elsner Philipp Petzschner           | 4–6, 7–6(20–18), 7–6(7–5)  |
| 8.  | listopad 2003 | Praha, Česko                  | koberec (h) | Martin Štěpánek    | Karsten Braasch Jean-Claude Scherrer       | 6–4, 4–6, 6–4              |
| 9.  | květen 2004   | Most, Česko                   | antuka      | Ladislav Chramosta | Diego Junqueira Damián Patriarca           | 7–6(7–2), 4–6, 6–1         |
| 10. | říjen 2004    | Waterloo, Belgie              | koberec (h) | Darko Madjarovski  | Michel Koning Martijn van Haasteren        | 6–4, 7–6(7–3)              |
| 11. | listopad 2004 | Prahs, Česko                  | koberec (h) | Lukáš Dlouhý       | Jan Minář Jaroslav Pospíšil                | 6–3, 3–6, 7–6(7–5)         |
| 12. | červen 2005   | Košice, Slovensko             | antuka      | Petr Luxa          | Johan Landsberg Harel Levy                 | 6–4, 6–2                   |
| 13. | prosinec 2006 | Vendryně, Česko               | tvrdý (h)   | Lukáš Rosol        | Daniel Lustig Filip Polášek                | 6–1, 6–1                   |
| 14. | prosinec 2006 | Opava, Česko                  | koberec (h) | Lukáš Rosol        | Roman Vogeli Jaroslav Pospíšil             | 4–6, 6–2, 6–1              |
| 15. | březen 2007   | Poitiers, Francie             | tvrdý (h)   | Filip Polášek      | Victor Ioniță Brian Wilson                 | 6–4, 6–4                   |
| 16. | červenec 2007 | Oberstaufen, Německo          | antuka      | Filip Polášek      | Peter Gojowczyk Marc Sieber                | 7–5, 7–5                   |
| 17. | srpen 2007    | Bratislava, Slovensko         | antuka      | Filip Polášek      | Viktor Bruthans Ján Stančík                | bez boje                   |
| 18. | září 2007     | Trnava, Slovensko             | antuka      | Filip Polášek      | Diego Junqueira Rubén Ramírez Hidalgo      | 6–1, 6–4                   |
| 19. | prosinec 2007 | Frýdlant nad Ostravicí, Česko | tvrdý (h)   | Lukáš Rosol        | Jiří Krkoška Ján Stančík                   | 6–4, 6–2                   |
| 20. | červen 2008   | Košice, Slovensko             | antuka      | Tomasz Bednarek    | Miguel Ángel López Jaén Carlos Poch Gradin | 6–1, 4–6, [13–11]          |
| 21. | září 2008     | Trnava, Slovensko             | antuka      | David Škoch        | Daniel Köllerer Michal Mertiňák            | 6–3, 6–1                   |
| 22. | listopad 2009 | Bratislava, Slovensko         | tvrdý (h)   | Philipp Marx       | Leoš Friedl David Škoch                    | 6–4, 6–4                   |
| 23. | prosinec 2009 | Salcburk, Rakousko            | tvrdý (h)   | Philipp Marx       | Sanchai Ratiwatana Sonchat Ratiwatana      | 6–4, 7–5                   |
| 24. | říjen 2010    | Mons, Belgie                  | tvrdý (h)   | Filip Polášek      | Ruben Bemelmans Yannick Mertens            | 3–6, 6–4, [10–5]           |
| 25. | duben 2011    | Barletta, Itálie              | antuka      | Lukáš Rosol        | Martin Fischer Andreas Haider-Maurer       | 6–3, 6–2                   |
| 26. | červenec 2011 | Orbetello, Itálie             | antuka      | Julian Knowle      | Romain Jouan Benoît Paire                  | 6–1, 7–6(7–2)              |
| 27. | květen 2012   | Bordeaux, Francie             | antuka      | Martin Kližan      | Olivier Charroin Jonathan Marray           | 7–6(7–5), 4–6, [10–4]      |
| 28. | listopad 2012 | Helsinky, Finsko              | tvrdý (h)   | Michail Jelgin     | Uladzimir Ignatik Jimmy Wang               | 4–6, 7–6(7.), [10–4]       |
| 29. | červen 2013   | Košice, Slovensko             | antuka      | Kamil Čapkovič     | Gero Kretschmer Alexander Satschko         | 6–4, 7–6(7–5)              |
| 30. | září 2013     | Como, Itálie                  | antuka      | Rameez Junaid      | Marco Crugnola Stefano Ianni               | 7–5, 7–6(7.)               |
| 31. | červen 2014   | Vicenza, Itálie               | antuka      | Andrej Martin      | Mateusz Kowalczyk Błażej Koniusz           | 6–1, 7–5                   |
| 32. | červenec 2014 | Braunschweig, Německo         | antuka      | Andreas Siljeström | Rameez Junaid Michal Mertiňák              | 7–5, 6–4                   |
| 33. | březen 2015   | Kazaň, Rusko                  | tvrdý (h)   | Michail Jelgin     | Andrea Arnaboldi Matteo Viola              | 6–3, 6–3                   |
| 34. | květen 2015   | Heilbronn, Německo            | antuka      | Mateusz Kowalczyk  | Dominik Meffert Tim Pütz                   | 6–4, 6–3                   |
| 35. | červen 2015   | Praha, Česko                  | antuka      | Mateusz Kowalczyk  | Roberto Maytín Miguel Ángel Reyes-Varela   | 6–2, 7–6(7–5)              |
| 36. | srpen 2015    | Piešťany, Slovensko           | antuka      | Filip Horanský     | Isak Arvidsson Gábor Borsos                | 6–4, 1–6, [15–13]          |
| 37. | srpen 2015    | Cordenons, Itálie             | antuka      | Andrej Martin      | Dino Marcan Antonio Šančić                 | 6–4, 5–7, [10–8]           |
| 38. | listopad 2015 | Bratislava, Slovensko         | tvrdý (h)   | Ilija Bozoljac     | Ken Skupski Neal Skupski                   | 7–6(7–3), 4–6, [10–5]      |
| 39. | listopad 2015 | Brescia, Itálie               | tvrdý (h)   | Ilija Bozoljac     | Mirza Bašić Nikola Mektić                  | 6–2, 6–3                   |
| 40. | březen 2016   | Kazaň, Rusko                  | tvrdý (h)   | Aleksandr Buryj    | Konstantin Kravčuk Philipp Oswald          | 6–2, 4–6, [10–6]           |
| 41. | červen 2016   | Prostějov, Česko              | antuka      | Aleksandr Buryj    | Julio Peralta Hans Podlipnik Castillo      | 6–4, 6–4                   |
| 42. | červenec 2016 | Praha, Česko                  | antuka      | Julian Knowle      | Facundo Argüello Julio Peralta             | 6–4, 7–5                   |
| 43. | únor 2017     | Quimper, Francie              | tvrdý (h)   | Michail Jelgin     | Ken Skupski Neal Skupski                   | 2–6, 7–5, [10–5]           |
| 44. | únor 2017     | Cherbourg, Francie            | tvrdý (h)   | Roman Jebavý       | Dino Marcan Tristan-Samuel Weissborn       | 7–6(7–4), 6–7(4–7), [10–6] |
| 45. | duben 2017    | Francavilla, Itálie           | antuka      | Julian Knowle      | Rameez Junaid Kevin Krawietz               | 2–6, 6–2, [10–7]           |
| 46. | červenec 2017 | Braunschweig, Německo         | antuka      | Julian Knowle      | Gero Kretschmer Kevin Krawietz             | 6–3, 7–6(7–3)              |
| 47. | březen 2018   | Ču-chaj, Čína                 | tvrdý       | Denys Molčanov     | Aleksandr Buryj Peng Hsien-yin             | 7–5, 7–6(7–4)              |
| 48. | duben 2018    | Barletta, Itálie              | antuka      | Denys Molčanov     | Ariel Behar Máximo González                | 6–1, 6–2                   |
| 49. | duben 2018    | Tunis, Tunisko                | antuka      | Denys Molčanov     | Jonathan Eysseric Joe Salisbury            | 7–6(7–4), 6–2              |
| 50. | červen 2018   | Prostějov, Česko              | antuka      | Denys Molčanov     | Pablo Cuevas Martín Cuevas                 | 4–6, 6–3, [10–7]           |
| 51. | srpen 2018    | Cordenons, Itálie             | antuka      | Denys Molčanov     | Andrej Martin Daniel Muñoz de la Nava      | 3–6, 6–3, [11–9]           |
| 52. | listopad 2018 | Bratislava, Slovensko         | tvrdý (h)   | Denys Molčanov     | Ramkumar Ramanathan Andrej Vasilevskij     | 6–2, 3–6, [11–9]           |
| 53. | duben 2019    | Barletta, Itálie              | antuka      | Denys Molčanov     | Tomislav Brkić Tomislav Draganja           | 7–6(7–1), 6–4              |
| 54. | duben 2019    | Francavilla, Itálie           | antuka      | Denys Molčanov     | Guillermo Durán David Vega Hernández       | 6–3, 6–2                   |
| 55. | srpen 2019    | Augsburg, Německo             | antuka      | Andrej Vasilevskij | Ivan Sabanov Matej Sabanov                 | 4–6, 6–4, [10–3]           |

## Postavení na konečném žebříčku ATP

### Dvouhra
| Rok    | 2000  | 2001   | 2002   | 2003   | 2004   | 2005   | 2006   | 2007   | 2008    | 2009 | 2010 | 2011 | 2012 | 2013  | 2014 | 2015 | 2016  | 2017 | 2018 | 2019 |
| Pořadí | 1126. | ▲ 724. | ▲ 456. | ▲ 402. | ▲ 349. | ▲ 326. | ▼ 621. | ▼ 838. | ▼ 1403. | –    | –    | –    | –    | 1351. | –    | –    | 1230. | –    | –    | –    |

### Čtyřhra
| Rok    | 2000 | 2001   | 2002   | 2003   | 2004   | 2005   | 2006   | 2007   | 2008  | 2009  | 2010  | 2011  | 2012  | 2013   | 2014   | 2015  | 2016   | 2017   | 2018  | 2019  |
| Pořadí | 571. | ▲ 238. | ▼ 362. | ▼ 497. | ▲ 208. | ▼ 217. | ▼ 753. | ▲ 159. | ▲ 77. | ▲ 71. | ▲ 66. | ▼ 78. | ▼ 83. | ▼ 123. | ▼ 146. | ▲ 73. | ▼ 118. | ▲ 106. | ▲ 68. | ▲ 65. |